# Cratilopus rana
Cratilopus rana är en insektsart som först beskrevs av Carl Stål 1875.  Cratilopus rana ingår i släktet Cratilopus och familjen gräshoppor. Inga underarter finns listade i Catalogue of Life.